# Country-Musik 1955
Die Liste bietet eine Übersicht über das Jahr 1955 im Genre Country-Musik.

## Ereignisse
Billboard betitelt am 27. Juli Webb Pierce und Jazzmusiker Nat King Cole als die einzigen garantierten Hitmacher.

## Top-Hits des Jahres

### Nummer-eins-Hits
- 1. Januar – More and More – Webb Pierce[2]
- 8. Januar – Loose Talk – Carl Smith[3]
- 29. Januar – Let Me Go, Lover! – Hank Snow[4]
- 26. Februar – In the Jailhouse now – Webb Pierce[5]
- 23. April – The Ballad of Davy Crockett –  Bill Hayes[6]
- 18. Juni – Live fast, love hard, die young – Faron Young[7]
- 9. Juli – A Satisfied Mind – Porter Wagoner[8]
- 16. Juli – I Don't Care – Webb Pierce[9]
- 8. Oktober – The Catlle Call – Eddy Arnold[10]
- 22. Oktober – Love Love Love – Webb Pierce[11]
- 22. Oktober – That do make it nice – Eddy Arnold[11]
- 17. Dezember – Sixteen Tons – Tennessee Ernie Ford[12]

Anmerkung: Es werden alle drei Hitparaden, die "Most Played By Jockeys", die "Most Played in Jukeboxes" sowie die "Best Sellers in Stores", gewertet.

### Weitere Hits
- All Right  – Faron Young
- Annie Over – Hank Thompson
- Are You Mine – Ginny Wright and Tom Tall
- Are You Mine – Myrna Lorrie and Buddy DeVal
- Are You Mine – Red Sovine and Goldie Hill
- As Long as I Live – Kitty Wells und Red Foley
- Baby Let's Play House – Elvis Presley
- The Ballad of Davy Crockett – Tennessee Ernie Ford
- The Ballad of Davy Crockett – Mac Wiseman
- Beautiful Lies – Jean Shepard
- Blue Darlin‘ – Jimmy C. Newman
- Born to Be Happy – Hank Snow
- Breakin' In Another Heart – Hank Thompson
- The Cattle Call – Slim Whitman
- Company's Comin‘ – Porter Wagoner
- Cry! Cry! Cry! – Johnny Cash
- Cryin‘, Prayin‘, Waitin‘, Hopin‘ – Hank Snow
- Cuzz Yore So Sweet – Simon Crum
- Daddy, You Know What? – Jim Wilson
- Daydreamin‘ – Jimmy C. Newman
- Don't Forget – Eddy Arnold
- Don't Take It Out On Me – Hank Thompson
- Don't Tease Me – Carl Smith
- Drinking Tequila – Jim Reeves
- Go Back You Fool – Faron Young
- Hearts of Stone – Red Foley
- Here Today and Gone Tomorrow – The Browns
- His Hands – Tennessee Ernie Ford
- I Dreamed of a Hill-Billy Heaven – Eddie Dean
- I Feel Better All Over (More Than Anywhere's Else) – Ferlin Husky
- I Gotta Go Get My Baby – Justin Tubb
- I Guess I'm Crazy – Tommy Collins
- I Love You Mostly – Lefty Frizzell
- I Thought of You – Jean Shepard
- I Walked Alone Last Night – Eddy Arnold
- I Wanna Wanna Wanna – Wilburn Brothers
- I’ll Baby Sit with You – Ferlin Husky
- I’m Glad I Got to See You Once Again – Hank Snow
- I’m Gonna Fall Out of Love with You – Webb Pierce
- I’m in Love with You – Kitty Wells
- I’ve Been Thinking – Eddy Arnold
- I’ve Kissed You My Last Time – Kitty Wells
- If Lovin’ You Is Wrong – Hank Thompson
- If You Ain’t Lovin‘ – Faron Young
- If You Were Me – Webb Pierce
- In the Jailhouse Now No. 2 – Jimmie Rodgers
- In Time – Eddy Arnold
- It Tickles – Tommy Collins
- Just Call Me Lonesome – Eddy Arnold
- The Kentuckian Song – Eddy Arnold
- Kiss-Crazy Baby – Johnnie and Jack
- Kisses Don't Lie – Carl Smith
- Little Tom – Ferlin Husky
- Mainliner (The Hawk with Silver Wings) – Hank Snow
- Make Believe ('Til We Can Make It Come True) – Kitty Wells and Red Foley
- Making Believe – Kitty Wells
- Making Believe – Jimmy Work
- Maybellene – Marty Robbins
- Mister Sandman – Chet Atkins
- More Than Anything Else in the World – Carl Smith
- Most of All – Hank Thompson
- The Next Voice You Hear – Hank Snow
- No, I Don’t Believe I Will – Carl Smith
- No One Dear but You – Johnnie and Jack
- Old Lonesome Times – Carl Smith
- Penny Candy – Jim Reeves
- Please Don't Let Me Love You – Hank Williams
- The Richest Man (In the World) – Eddy Arnold
- S.O.S. – Johnnie and Jack
- A Satisfied Mind – Red and Betty Foley
- A Satisfied Mind – Jean Shepard
- Silver Bell – Hank Snow and Chet Atkins
- So Lovely, Baby – Rusty & Doug
- Sure Fire Kisses – Justin Tubb & Goldie Hill
- Take Possession – Jean Shepard
- That’s All Right – Marty Robbins
- That’s What Makes the Juke Box Play – Jimmy Work
- There She Goes – Carl Smith
- There’s Poison in Your Heart – Kitty Wells
- Thirty Days (To Come Back Home) – Ernest Tubb
- Time Goes By – Marty Robbins
- Two Kinds of Love – Eddy Arnold
- Untied – Tommy Collins
- Wait a Little Longer Please, Jesus – Carl Smith
- When I Stop Dreaming – The Louvin Brothers
- Whose Shoulder Will You Cry On – Kitty Wells
- Why Baby Why – George Jones
- Wildwood Flower – Hank Thompson and Merle Travis
- Would You Mind? Hank Snow
- The Yellow Rose of Texas – Ernest Tubb
- Yellow Roses Hank Snow
- Yonder Comes a Sucker – Jim Reeves
- You Oughta See Pickles Now – Tommy Collins

## Geboren
- 11. März – Jimmy Fortune (The Statler Brothers)
- 17. März – Paul Overstreet
- 26. März – Dean Dillon
- 28. März – Reba McEntire
- 12. Mai – Kix Brooks (Brooks & Dunn)
- 24. Mai – Rosanne Cash
- 12. Juli – Jimmy LaFave
- 11. November – Dave Alvin